# ألفونس ستاوسكي
ألفونس ستاوسكي (بالبولندية: Alfons Stawski)‏ (مواليد 1945) هو ملاكم بولندي، مثّل بلاده في الألعاب الأولمبية الصيفية 1972.

## روابط خارجية
ألفونس ستاوسكي على موقع أوليمبيديا (الإنجليزية)